# Huit pour mille
Le huit pour mille (souvent abrégé en « 8xmille ») est la part de l'impôt sur le revenu soumise à l'IRPEF, que l'État italien répartit, sur la base des choix effectués dans les déclarations fiscales, entre lui-même et les douze confessions religieuses qui ont conclu un accord. Il a été introduit par l'article 47 de la loi 222 du 20 mai 1985 (sous le gouvernement Craxi I) en application de l'accord de la Villa Madame de 1984 entre la République italienne et le Saint-Siège, en sa qualité de représentant de l'Église catholique. 
Depuis le 31 décembre 1986 date d'entrée en vigueur de l'article 21 de la loi n° 222 du 20 mai 1985, le « huit pour mille » remplace l'indemnité de « congrua»
La loi établit les domaines dans lesquels les bénéficiaires des huit pour mille peuvent utiliser les fonds reçus, ainsi que le mécanisme de calcul de cette part.
Les contribuables ne sont pas tenus d'exercer  l'option pour l'attribution des huit pour mille, mais aussi les huit pour mille des revenus fiscaux de ceux qui ne font pas ce choix ou ceux qui sont dispensés de la déclaration de revenus sont répartis entre les bénéficiaires, au prorata des choix exprimés (en moyenne 42,73% des contribuables ont exprimé un choix entre 1990 et 2007), sauf s'ils y renoncent unilatéralement.
En 2014, la Cour des comptes note que les fonds destinés aux religions sont « les seuls qui, dans la contingence actuelle de très forte réduction des dépenses publiques dans tous les domaines, ont augmenté de manière significative et constante. Au fil du temps, le flux d'argent s'est avéré si cohérent qu'il a permis l'utilisation de sommes importantes à diverses fins, donnant ainsi lieu à un renforcement économique sans précédent de l'Église italienne. »